# Adolfo Ruiz Cortines
Adolfo Ruiz Cortines, född 30 december 1890 i Veracruz i Veracruz, död 3 december 1973 i Mexico City, var en mexikansk politiker (Institutionella revolutionspartiet) som var landets 64:e president 1952–1958. Under hans mandatperiod fick de mexikanska kvinnorna rösträtt, vilket varit hans vallöfte. Innan sitt presidentskap var Ruiz Cortines landets inrikesminister och guvernör i delstaten Veracruz.